# Chiesa di Santa Chiara a Villa York
La chiesa di Santa Chiara a Villa York è una chiesa sconsacrata di Roma, situata in via del Forte di Bravetta, nel suburbio Gianicolense, all'interno della tenuta di Villa York.
Nel 1647 il marchese Zenobio Baldinotti acquistò un fondo, prima proprietà ecclesiastica denominato Casal di Marcello, e iniziò la costruzione di una villa barocca e di una cappella votiva, avvalendosi dell'opera di Pietro Paolo Drei. La cappella sorge su una preesistente cappella medioevale dedicata a Sant'Agata, patrona della zona già dal XII secolo. ; fiancheggia la chiesa un originale campanile barocco. L'interno è a navata unica con decorazioni in stucco. Gli affreschi di cui erano decorati gli interni furono rimossi già alla fine del XVII secolo.     La chiesa si trova oggi in fase di restauro e consolidamento (2023-2024)